# Фрейсине, Шарль
Луи-Шарль де Сольс де Фрейсине (фр. Louis Charles de Saulces de Freycinet; 14 ноября 1828, Фуа — 14 мая 1923, Париж) — французский политик и государственный деятель, четырежды возглавлял кабинет министров Франции.

## Биография
Шарль Луи Фрейсине по окончании курса в École polytechnique перешёл в École de mines и затем был инженером в Mont-de-Marsan, Chartres (1854) и Бордо (1855).
С 1856 по 1861 год состоял начальником движения Южных железных дорог.
В течение 1862—1867 годов исполнял по предложению правительства различные поручения, как во Франции, так и за границей, и за это время представил целый ряд научных работ, из которых следует отметить его «Rapport sur le travail des femmes et des enfants dans les manufactures de l’Angleterre» (1867) и «Principes de l’assainissement des villes» (1878).
В 1870 году, после падения империи, Фрейсине был призван Гамбеттой в Тур, где стал во главе военного совета тамошней делегации (10 октября 1870 года). В этом звании он выказал огромную энергию, организуя новые отряды войск, доставая оружие и амуницию и составляя планы ведения войны.
После заключения перемирия он вернулся к прежним занятиям и в 1871 году опубликовал интересный труд «La guerre en province pendant le siège de Paris».
Как политический деятель, Фрейсине выступил впервые только в 1876 году и, будучи выбран в Сенат Франции, примкнул к левой республиканской партии.
13 декабря 1877 года был назначен Дюфором на пост министра общественных работ. Со свойственной ему энергией Фрейсине составил колоссальный план расширения сети железных дорог и каналов и не только добился от палат согласия на кредит в 500 миллионов франков для выкупа значительного числа небольших частных железнодорожных линий, но также и на постройку новых правительственных линий. Кроме того, он много заботился и об улучшении французских торговых портов. Портфель министра общественных работ Фрейсине сохранил и в кабинете Ваддингтона (4 февраля 1879 года), а после падения его кабинета (29 декабря 1879 года) принял на себя составление нового кабинета, в котором сохранил за собой портфель министра иностранных дел.
Фрейсине оставался во главе правительства лишь до сентября 1880 года и, между прочим, успел провести амнистию коммунарам. В 1882 году Фрейсине был избран сенатором и после падения Гамбетты (26 января 1882 г.) стал во главе нового кабинета министров. Занимая и во втором своём кабинете пост министра иностранных дел, он потерпел поражение в палате по египетскому вопросу; ему было поставлено в вину допущение бомбардировки Александрии Англией. 29 июля 1882 года кабинет Фрейсине подал в отставку.
После падения кабинета Жюля Ферри, вызванного событиями в Тонкине (31 марта 1885 г.), Фрейсине в новом министерстве Бриссона снова получил портфель министра иностранных дел. При нём был заключен мир с Китаем по второму Тянь-цзинскому трактату и подписан трактат с Мадагаскаром. Во главе министерства иностранных дел Фрейсине находился и после отставки Бриссона, когда он сам в третий раз составил новый кабинет (7 января 1886 года).

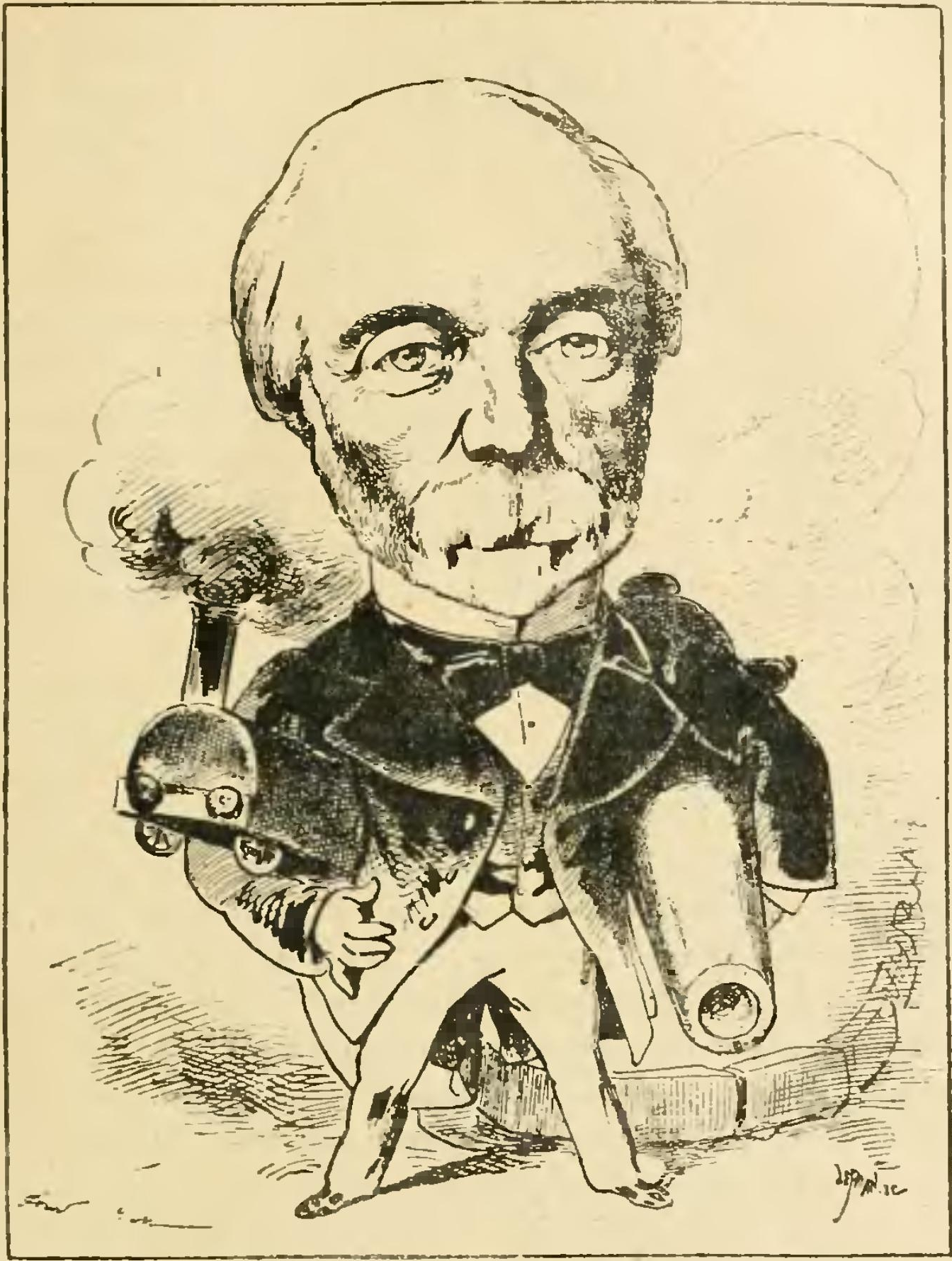
Карикатура на Фрейсине

Одной из первых мер Фрейсине было присоединение к министерству иностранных дел управления странами, находящимися под протекторатом Франции, тогда как раньше управление это было сосредоточено в министерстве морском и колоний. Из других политических актов Фрейсине следует упомянуть об издании закона об изгнании претендентов. 3 декабря того же года коалиция из монархистов и радикалов свергла кабинет Фрейсине, не утвердив кредита, нужного для подпрефектур.
Отказавшись вступить в следующие два кабинета во время последнего года президентства Греви, Фрейсине выставил в декабре 1887 года, вместе с Жюлем Ферри и Флоке, свою кандидатуру на пост президента, но получил лишь 76 голосов из 852.
В кабинете Флоке (3 апреля 1888 года) Фрейсине получил портфель военного министра. В первый раз после падения монархии заведование военным министерством было поручено гражданскому министру, а не генералу. Пост этот Фрейсине сохранял за собой и при трех следующих кабинетах: Тирара (22 февраля 1889 года), своего четвёртого кабинета (17 марта 1890 — 18 февраля 1892) и Лубэ.
Военное министерство, за время 4-летнего непрерывного управления им Фрейсине, многим было обязано ему. Он установил обязательный срок военной службы в 3 года, распространив его и на воспитанников семинарий и молодых людей либеральных профессий, учредил верховный военный совет и должность начальника главного штаба, заведующего всеми приготовлениями к войне, планами мобилизации и проч., расширил и преобразовал пограничные крепости и т. д.
Во время четвёртого кабинета Фрейсине обострился вопрос об отношениях между государством и церковью. Являясь защитником конкордата, считал, однако, необходимым принять, в случае неуважения прав государства, некоторые репрессивные меры против духовенства. Меры эти заключались в проекте нового закона об ассоциациях, направленного главным образом против религиозных ассоциаций. Этот закон был причиной падения кабинета Фрейсине, место которого занял Лубэ (29 февраля 1892 года).
В кабинете Рибо он опять занял пост военного министра, но во время панамского дела он оказался до некоторой степени скомпрометированным и 10 января 1893 года вышел в отставку, сдав свой пост генералу Луазийону. В октябре 1898 года он снова стал во главе военного министерства в кабинете Дюпюи. С возбуждением дела Дрейфуса он выступил противником пересмотра, желая спасти скомпрометированных генералов, и вообще действовал нерешительно, стараясь примирить обе враждующие стороны.
После смерти Феликса Фора и избрания в президенты Э. Лубэ, положение Фрейсине сделалось довольно сложным, и он, после бурного заседания палаты, вызванного увольнением Фрейсине профессора политехнической школы Дюрюи — сторонника Дрейфуса, подал в отставку (6 мая 1899 года).
Переизбранный в сенат в 1900 году, он заметной роли более не играл; голосовал по большей части с националистами.
Во время своей политической деятельности Фрейсине не прекращал и своих занятий учёного и инженера. В 1882 году Фрейсине был избран членом академии наук, а в 1890 году членом французской академии.
Шарль Луи Фрейсине скончался 14 мая 1923 года в столице Франции городе Париже.

### Переводы на русский язык
- Очерки по философии математики / Пер. с фр. В. Обреимова. — 2-е изд., значит. испр. — Санкт-Петербург : ред. журн. «Образование», 1902. — [4], IV, 175 с.